# Miguel Solís Cuetos
Miguel Solís Cuetos (San Fernando, Cádiz; 27 de marzo de 1816 - Carral, La Coruña; 26 de abril de 1846) fue un militar y noble español.

## Biografía
Nació en San Fernando (Cádiz), el 22 de abril de 1816, y fue educado en una escuela dirigida por el presbítero Feliú, un hombre ilustrado y de ideas liberales, lo que motivó el cierre de la escuela por orden del gobierno absolutista de Fernando VII.
Ingresó en la marina en 1829 con una plaza de guarda en la Real Armada, tras superar con brillantez los exámenes de ingreso, permaneciendo en ella hasta 1836 cuando, tras una carrera en los bergantines Guadalete y Perla y en el navío Soberano, alcanzó el grado de alférez de navío y en breve el de capitán de artillería de marina. Durante las guerras Carlistas pasó al cuerpo de tierra. Luchó contra el bando carlista en Aragón, donde alcanzó el grado de capitán y teniente coronel por su actuación posterior en Molina de Aragón (1840) y participó en los levantamientos esparteristas de 1840 y 1842, por lo que se le concedió el ascenso a segundo comandante y, justo antes de la caída del regente, logró por mediación de su tío y protector, Evaristo San Miguel, por entonces capitán general de Madrid, el ascenso a coronel, que no obstante no le sería reconocido.
En 1842 ingresó en el cuerpo del Estado Mayor, siendo destinado a San Sebastián, donde se encontraba cuando estalló el pronunciamiento de 1843, pero siendo contrario a la sublevación, regresó a Madrid.
En 1845 fue destinado a La Coruña como primer comandante, accediendo al Estado Mayor de la Capitanía General de Galicia, cuyo titular era Francisco Puig Samper, que posteriormente sería relevado por Villalonga. En La Coruña frecuentó los círculos próximos a doña Juana de Vega, condesa de Espoz y Mina, uniéndose a una conspiración de los progresistas.
Miguel Solís encabezó un levantamiento progresista en 1846, al mando del Segundo Regimiento de Zamora, que se inició en el cuartel de San Fernando de la ciudad de Lugo el 2 de abril, ya que había rechazado hacerlo en La Coruña para evitar ser él quien tuviera que arrestar al general Puig Samper, por quien sentía un particular aprecio. A este pronunciamiento se sumaron tropas de Santiago de Compostela, Vigo y Pontevedra, las de estas dos últimas ciudades bajo el mando de Leoncio Rubín de Celis. El día 15 se reunieron en Santiago los presidentes de las juntas locales, recién establecidas, para constituir con carácter provisional la Junta de Gobierno de Galicia, de la que Pío Rodríguez Terrazo fue designado presidente y Antolín Faraldo, secretario. Rubín y Solís fueron nombrados mariscales de campo, pero la elección de Solís como capitán general de Galicia el 22 de abril, con el mando supremo sobre todos los ejércitos sublevados, provocó que Rubín se retirara de la revuelta, aunque según algunos autores, y a raíz de su actuación posterior, es posible que ya hubiera decidido desvincularse de la sublevación.
El 23 de abril, en la batalla de Cacheiras, Solís fue derrotado por las tropas de Manuel Gutiérrez de la Concha. Se refugió en Santiago de Compostela, pero terminó entregándose a las tropas lealistas. Fue juzgado en Carral, donde murió fusilado con once de sus oficiales. El 27 de abril se rendían los sublevados de Lugo, y se ponía fin a la sublevación.